# Sophie Coldwell
Sophie Coldwell (* 25. Februar 1995 in Gravesend) ist eine britische Triathletin. Sie ist ETU-Europameisterin auf der Triathlon-Sprintdistanz (2018).

## Werdegang
Sophie Coldwell wuchs in Nottingham auf und startete als 8-Jährige bei ihrem ersten Triathlon. Sie wird trainiert von Adam Elliott.
2012 wurde sie Nationale Junioren-Vizemeisterin Duathlon.
Bei der Triathlon-Europameisterschaft der Junioren belegte sie im April 2012 den vierten Rang. 2015 wurde sie Nationale Meisterin Triathlon Sprintdistanz.
Im Juni 2017 wurde Sophie Coldwell Vizeeuropameisterin auf der Triathlon-Kurzdistanz (1,5 km Schwimmen, 40 km Radfahren und 10 km Laufen) und im September Dritte bei der U23-Weltmeisterschaft Triathlon in Rotterdam.
Im April 2018 wurde sie Sechste in Australien bei den Commonwealth Games 2018. Die damals 23-Jährige wurde im Juli Europameisterin auf der Triathlon-Sprintdistanz.
Im Mai 2021 wurde sie Sechste in Yokohama im ersten Weltmeisterschafts-Rennen der Saison.
Im Januar 2022 wurde sie nominiert für einen Startplatz bei den Commonwealth Games 2022, wo sie im Triathlon im Juli den vierten Rang belegte. Zwei Tage später gewann sie das Rennen in der gemischten Staffel, zusammen mit Alex Yee, Samuel Dickinson und Georgia Taylor-Brown.
Bei der Weltmeisterschafts-Rennserie 2022 belegte Sophie Coldwell als zweitbeste Britin den sechsten Rang.
Im März 2023 wurde die 28-Jährige Zweite im ersten Rennen der ITU World Championship Series 2023 auf der Sprintdistanz in Abu Dhabi. Im Mai gewann sie das Rennen in Yokohama und sie belegte in der Jahreswertung der WM-Rennserie als zweitbeste Britin (hinter Beth Potter, Siegerin) den fünften Rang.
Sophie Coldwell lebt in Loughborough.

## Sportliche Erfolge
| Datum/Jahr    | Rang | Wettbewerb                                              | Austragungsort | Zeit     | Bemerkung                                                                     |
| ------------- | ---- | ------------------------------------------------------- | -------------- | -------- | ----------------------------------------------------------------------------- |
| 27. Juli 2024 | 7    | ITU World Championship Series 2024                      | London         | 03:42:22 |                                                                               |
| 14. Apr. 2024 | 3    | ETU Europe Triathlon Cup                                | Melilla        | 00:55:27 |                                                                               |
| 13. Mai 2023  | 1    | ITU World Championship Series 2023                      | Yokohama       | 01:53:32 |                                                                               |
| 3. März 2023  | 2    | ITU World Championship Series 2023                      | Abu Dhabi      | 00:58:14 |                                                                               |
| 29. Juli 2022 | 4    | Commonwealth Games 2022                                 | Birmingham     | 00:57:06 |                                                                               |
| 11. Juni 2022 | 3    | ITU World Championship Series 2022                      | Leeds          | 00:59:15 |                                                                               |
| 5. Nov. 2021  | 3    | ITU World Championship Series 2021                      | Abu Dhabi      | 00:56:11 |                                                                               |
| 6. Juni 2021  | 3    | ITU World Championship Series 2021                      | Leeds          | 01:54:46 |                                                                               |
| 15. Mai 2021  | 6    | ITU World Championship Series 2021                      | Yokohama       | 01:55:28 |                                                                               |
| 31. Aug. 2019 | 13   | ITU World Championship Series 2019                      | Lausanne       | 02:06:49 |                                                                               |
| 15. Aug. 2019 | 9    | ITU World Triathlon Olympic Qualification Event         | Tokyo          | 01:41:59 |                                                                               |
| 21. Juli 2019 | 2    | ITU World Championship Series 2019                      | Edmonton       | 01:20:23 | in der gemischten Staffel mit India Lee, Jonathan Brownlee und Gordon Benson  |
| 18. Mai 2019  | 1    | ITU Triathlon World Cup                                 | Cagliari       | 00:57:57 | Sprintdistanz (750 m Schwimmen, 20 km Radfahren und 5 km Laufen)              |
| 5. Mai 2019   | 4    | ITU Triathlon World Cup                                 | Madrid         | 01:02:44 |                                                                               |
| 20. Juli 2018 | 1    | ETU Sprint Triathlon European Championships             | Tartu          | 00:58:32 | Europameisterin auf der Sprintdistanz                                         |
| 5. Apr. 2018  | 6    | Commonwealth Games 2018                                 | Gold Coast     | 00:58:19 |                                                                               |
| 15. Sep. 2017 | 3    | ITU Triathlon World Championship U23                    | Rotterdam      | 02:05:51 | U23-Weltmeisterschaft                                                         |
| 26. Juli 2015 | 1    | GBR Sprint Triathlon National Championships             | Liverpool      | 01:02:18 | Nationale Meisterin                                                           |
| 16. Juni 2017 | 2    | ETU Triathlon European Championships                    | Kitzbühel      | 01:58:05 | Vizeeuropameisterin auf der olympischen Kurzdistanz; hinter Jessica Learmonth |
| 10. Aug. 2014 | 1    | GBR Sprint Triathlon National Championship Junior Women | Liverpool      | 01:03:13 | Nationale Junioren-Meisterin                                                  |
| 13. Juli 2013 | 3    | GBR Sprint Triathlon National Championships             | Liverpool      | 01:05:06 | Nationale Meisterschaft                                                       |
| 20. Apr. 2012 | 4    | ETU Triathlon European Championship Junior Women        | Eilat          | 01:03:12 | Triathlon-Europameisterschaft der Junioren                                    |

| Datum/Jahr | Rang | Wettbewerb                                      | Austragungsort | Zeit     | Bemerkung                                 |
| ---------- | ---- | ----------------------------------------------- | -------------- | -------- | ----------------------------------------- |
| 2012       | 2    | GBR Duathlon National Championship Junior Women | Rockingham     | 01:00:43 | Nationale Junioren-Vizemeisterin Duathlon |

(DNF – Did Not Finish)